# バム・バハドゥル・ラナ

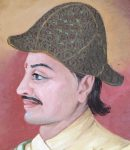
バム・バハドゥル・ラナ

バム・バハドゥル・ラナ（英語: Bam Bahadur Rana、ネパール語: बमबहादुर राणा、1818年 - 1857年5月25日）、またはバム・バハドゥル・クンワル（英語: Bam Bahadur Kunwar、ネパール語: बमबहादुर कुँवर）は19世紀、ネパール王国の軍人、政治家。1856年8月1日から1857年5月25日まで、首相を務めている。